# Tu cara me suena kids
Tu cara me suena kids es un concurso de talentos panameño producido por Gestmusic Endemol y emitido por TVN desde el 27 de enero de 2016 hasta el 30 de marzo de 2016. Se trata de la versión infantil de Tu cara me suena, donde ocho niños de entre 6 y 14 años son caracterizados para tratar de imitar a un artista tanto en movimientos como en voz. Para ello, son ayudados por personajes famosos, generalmente exparticipantes de la versión adulta.

## Mecánica del programa
Durante varias galas, los 8 participantes de edades comprendidas entre 6 y 14 años deberán demostrar que son los mejores cantando e imitando a cantantes reales, que les son asignados de forma aleatoria tras accionar en la gala anterior un pulsador. Para ello, cada participante intervendrá de la mano de algún adulto famoso, principalmente, exparticipante de la versión adulta de Tu cara me suena, que ejercerá de padrino y acompañante en el escenario durante toda la edición.
Tras sus actuaciones, el jurado deberá valorar a los concursantes siguiendo el mismo criterio que en la versión adulta con famosos, dando una puntuación diferente a cada uno (4, 5, 6, 7, 8, 9, 10, 11 y  12 puntos). De este modo, la pareja que más puntos consiga ganará la gala. Estas puntuaciones se irán acumulando semana tras semana en la clasificación general, de manera que solo los cuatro primeros clasificados pasarán a la final, recibiendo el niño ganador una importante cantidad económica para una beca de estudios musicales.

## Jurado
| Jurado                  | Profesión                                               |
| ----------------------- | ------------------------------------------------------- |
| Paulette Thomas         | Actriz y cantante                                       |
| Wyznick Ortega          | Abogada, locutora de radio y presentadora de televisión |
| Emilio Regueira         | Cantante                                                |
| Miguel Esteban González | Locutor de radio y televisión                           |

## Concursantes
| Concursantes          | Edad    | Ocupación                                                                                   | Galas ganadores                      | Galas perdedores                           | Información   |
| --------------------- | ------- | ------------------------------------------------------------------------------------------- | ------------------------------------ | ------------------------------------------ | ------------- |
| Hermán Bryden         | 45 años | Humorista, quinto clasificado en TCMS 1                                                     |                                      | 5.ª, 7.ª                                   | Sexto lugar   |
| Abdel Sánchez         | 11 años | Estudiante                                                                                  |                                      | 5.ª, 7.ª                                   | Sexto lugar   |
| Ana Alejandra Carrizo | 36 años | Actriz, videoBlogger, locutora de radio y comediante, quinta clasificada en TCMS 3          | 4.ª (acompañada por Nigga), 5.ª, 6.ª |                                            | Tercer lugar  |
| Sharick Quinzada      | 11 años | Estudiante                                                                                  | 4.ª (acompañada por Nigga), 5.ª, 6.ª |                                            | Tercer lugar  |
| Ingrid de Ycaza       | 36 años | Cantante, actriz, presentadora de TV, locutora de Radio y empresaria, subcampeona de TCMS 3 | 1.ª                                  |                                            | Segundo lugar |
| Penélope Gleglés      | 11 años | Estudiante                                                                                  | 1.ª                                  |                                            | Segundo lugar |
| Nigga                 | 35 años | Cantante y fotógrafo, campeón de TCMS 1                                                     |                                      | 1.ª, 4.ª (acompañado por Trovar), 8.ª, 9.ª | Octavo lugar  |
| Javier Hernández      | 11 años | Estudiante                                                                                  |                                      | 1.ª, 4.ª (acompañado por Trovar), 8.ª, 9.ª | Octavo lugar  |
| Karen Peralta         | 29 años | Cantante, actriz, presentadora y diseñadora, campeona de TCMS 2                             | 3.ª,8.ª                              |                                            | Cuarto lugar  |
| Sofía Alveo           | 10 años | Estudiante                                                                                  | 3.ª,8.ª                              |                                            | Cuarto lugar  |
| Miguel Oyola          | 38 años | Dj, actor y presentador de televisión, subcampeón de TCMS 1                                 | 2.ª                                  |                                            | Quinto lugar  |
| Ronaldo Valmon        | 11 años | Estudiante                                                                                  | 2.ª                                  |                                            | Quinto lugar  |
| Nilena Zisopulos      | 53 años | Cantante y actriz, tercer finalista de TCMS 2                                               | 7.ª, 9.ª                             |                                            | Ganadoras     |
| Génesis Mariam Quiel  | 6 años  | Estudiante                                                                                  | 7.ª, 9.ª                             |                                            | Ganadoras     |
| Carlos "Tito" Tovar   | 50 años | Músico, profesor de canto, séptimo clasificado de TCMS 2                                    |                                      | 2.ª, 3.ª, 6.ª                              | Séptimo lugar |
| César Díaz            | 10 años | Estudiante                                                                                  |                                      | 2.ª, 3.ª, 6.ª                              | Séptimo lugar |

## Estadísticas

### Posiciones semanales
|                         | Gala 1     | Gala 2     | Gala 3     | Gala 4     | Gala 5     | Gala 6     | Gala 7   | Gala 8     | Semifinal  | Total             | Final     |
| ----------------------- | ---------- | ---------- | ---------- | ---------- | ---------- | ---------- | -------- | ---------- | ---------- | ----------------- | --------- |
| Nilena & Génesis        | Segundas   | Quintas    | Sextas     | Cuartas    | Séptimas   | Sextas     | Ganadora | Sextas     | Ganadoras  | 4.as finalistas   | Ganadoras |
| Ingrid & Penélope       | Ganadoras  | Terceras   | Segundas   | Quintos    | Segundas   | Terceras   | Segunda  | Segundas   | Cuartas    | 2.as finalistas   | Segundas  |
| Ana Alejandra & Sharick | Terceras   | Cuartas    | Terceras   | Ganadores  | Ganadoras  | Ganadoras  | Sexta    | Terceras   | Segundas   | 1.as finalistas   | Terceras  |
| Karen & Sofía           | Cuartas    | Segundas   | Ganadoras  | Segundos   | Cuartas    | Segundas   | Tercera  | Ganadoras  | Cuartas    | 3.as finalistas   | Cuartas   |
| Miguel & Ronaldo        | Quintos    | Ganadores  | Quintos    | Cuartos    | Terceros   | Segundos   | Quinto   | Sextos     | Quintos    | 5.os clasificados |           |
| Hermán & Abdel          | Terceros   | Cuartos    | Quintos    | Segundos   | Perdedores | Cuartos    | Perdedor | Cuartos    | Segundos   | 6.os clasificados |           |
| Tito & César            | Cuartos    | Perdedores | Perdedores | Terceros   | Sextos     | Perdedores | Séptimo  | Quintos    | Terceros   | 7.os clasificados |           |
| Nigga & Javier          | Perdedores | Cuartos    | Cuartos    | Perdedores | Quintos    | Quintos    | Cuarto   | Perdedores | Perdedores | 8.os clasificados |           |

### Imitaciones
|                         | Gala 1                       | Gala 2                       | Gala 3             | Gala 4                                            | Gala 5        | Gala 6           | Gala 7             | Gala 8          | Semifinal           | Final        |
| ----------------------- | ---------------------------- | ---------------------------- | ------------------ | ------------------------------------------------- | ------------- | ---------------- | ------------------ | --------------- | ------------------- | ------------ |
| Nilena & Génesis        | Lola Beltrán                 | Gloria Estefan               | Mercedes Sosa      | Azúcar Moreno                                     | Olga Tañón    | María Isabel     | Paloma San Basilio | Natalia Jiménez | Ha*Ash              | Rocío Dúrcal |
| Ingrid & Penélope       | Katy Perry                   | Frozen                       | Ariana Grande      | Osvaldo Ayala & Paulette Thomas (Hérman)          | Adele         | Alejandra Guzmán | Taylor Swift       | Donna Summer    | Ana Belén           | Cyndi Lauper |
| Ana Alejandra & Sharick | Jennifer López               | Brenda Asnicar (Las Divinas) | Celia Cruz         | Raphael & Rocío Jurado                            | Amanda Miguel | Lady Gaga        | Yuridia            | Gloria Trevi    | Irene Cara          | Rihanna      |
| Karen & Sofía           | Shakira                      | Fanny Lu                     | Christina Aguilera | Enrique y Ana                                     | Miley Cyrus   | Selena           | Jesse & Joy        | Mø              | Belinda             | Thalía       |
| Miguel & Ronaldo        | Michael Jackson              | Bruno Mars                   | Pedro Altamiranda  | Fergie & Will.i.am (The Black Eyed Peas) (Ingrid) | Eddy Lover    | David Bisbal     | Don Omar           | Proyecto Uno    | Juan Luis Guerra    | Menudo       |
| Hermán & Abdel          | Son By Four                  | Gilberto Santa Rosa          | PSY                | La India & Marc Anthony                           | DLG           | Los del Río      | El Puma Rodríguez  | Joe Arroyo      | Alejandro Fernández | Menudo       |
| Tito & César            | Nicky Jam & Enrique Iglesias | Joey Montana                 | Kiss               | Margarita Henríquez e Iván Barrios                | Salserín      | Carlos Vives     | Farruko            | Emmanuel        | Los Chicos          | Menudo       |
| Nigga & Javier          | Chayanne                     | Justin Bieber                | Luciano Pavarotti  | Chino & Nacho                                     | Sin Bandera   | Juanes           | Romeo Santos       | Luis Miguel     | Marc Anthony        | Menudo       |

### Puntuaciones semanales
|                         | Gala 1    | Gala 2    | Gala 3    | Gala 4    | Gala 5    | Gala 6    | Gala 7    | Gala 8    | Semifinal | Total      | Final |
| ----------------------- | --------- | --------- | --------- | --------- | --------- | --------- | --------- | --------- | --------- | ---------- | ----- |
| Nilena & Genesis        | 45 puntos | 27 puntos | 28 puntos | 31 puntos | 27 puntos | 25 puntos | 58 puntos | 29 puntos | 47 puntos | 317 puntos |       |
| Ingrid & Penélope       | 53 puntos | 42 puntos | 47 puntos | 29 puntos | 46 puntos | 42 puntos | 49 puntos | 48 puntos | 34 puntos | 390 puntos |       |
| Ana Alejandra & Sharick | 39 puntos | 36 puntos | 39 puntos | 61 puntos | 57 puntos | 48 puntos | 29 puntos | 41 puntos | 46 puntos | 396 puntos |       |
| Karen & Sofía           | 31 puntos | 44 puntos | 47 puntos | 41 puntos | 39 puntos | 45 puntos | 39 puntos | 51 puntos | 34 puntos | 371 puntos |       |
| Miguel & Ronaldo        | 30 puntos | 48 puntos | 33 puntos | 31 puntos | 43 puntos | 45 puntos | 31 puntos | 29 puntos | 26 puntos | 316 puntos |       |
| Hermán & Abdel          | 39 puntos | 36 puntos | 33 puntos | 41 puntos | 18 puntos | 31 puntos | 24 puntos | 36 puntos | 46 puntos | 304 puntos |       |
| Tito & César            | 31 puntos | 20 puntos | 26 puntos | 36 puntos | 29 puntos | 23 puntos | 26 puntos | 32 puntos | 35 puntos | 258 puntos |       |
| Nigga & Javier          | 21 puntos | 36 puntos | 36 puntos | 19 puntos | 35 puntos | 30 puntos | 33 puntos | 23 puntos | 21 puntos | 254 puntos |       |

     Ganador
     2.º Finalista
     3.º Finalista
     Perdedor de la noche
     Ganador de la noche
     Posiciones intermedias
     Clasificado a la final
     Eliminado

## Palmarés
| Edición                                | Fecha | Ganadores        | Subcampeones      | Terceros                | Cuartos       |
| -------------------------------------- | ----- | ---------------- | ----------------- | ----------------------- | ------------- |
| Tu cara me suena kids: Primera edición | 2016  | Nilena y Génesis | Ingrid y Penélope | Ana Alejandra y Sharick | Karen y Sofía |